# ازدا (آيت وانكا الشمالية)
ازدا هو دُوَّار يقع بجماعة تمزوزت، إقليم الحوز، جهة مراكش آسفي في المملكة المغربية. ينتمي الدوّار لمشيخة آيت وانكا الشمالية التي تضم 16 دوار. يقدر عدد سكانه بـ 157 نسمة حسب الإحصاء الرسمي للسكان والسكنى لسنة 2004.

## روابط خارجية
- البوابة الوطنية للجماعات الترابية
- المندوبية السامية للتخطيط